# Битва под Медниками
Битва под Медниками — сражение, произошедшее 27 июля 1320 года на территории Жемайтии между вторгшимся войском крестоносцев Тевтонского ордена и войском местных язычников-жемайтов, закончившаяся победой жемайтов.
В битве со стороны крестоносцев принимали участие 40 рыцарей, гарнизон Мемельского замка и отряд самбийцев. Часть рыцарей отделилась от основного отряда, предавшись грабежу окрестностей Медников — тогдашней столицы Жемайтии, тогда основной отряд и был атакован жемайтами и полностью уничтожен. На поле битвы погибли командир крестоносцев маршал Тевтонского ордена Генрих Плоцке и ещё 29 тевтонских рыцарей, а также около 200 солдат из вспомогательных соединений. Единственный уцелевший в битве рыцарь Герхард Руде (фогт или комтур самбийский), был принесён в жертву жемайтским языческим богам — его сожгли вместе с конём, к которому его привязали.